# Area naturale protetta di interesse locale Nuclei di Taxus Baccata di Pratieghi
L'area naturale protetta di interesse locale Nuclei di Taxus Baccata di Pratieghi è un'area naturale protetta della regione Toscana istituita nel 1998.
Occupa una superficie di 62 ha nella provincia di Arezzo.

## Flora
Numerosi gli esemplari di tassi (Taxus baccata), presenza rara in Toscana e per questo valorizzata nel nome dell'area.